# Actionloop
Actionloop (titre japonais : Shunkan PuzzLoop, titre nord-américain : Magnetica) est un jeu vidéo de type puzzle sorti le 2 mars 2006 au Japon, le 5 juin 2006 aux États-Unis et le 26 janvier 2007 en Europe  sur Nintendo DS. Il est édité par Nintendo et développé par Mitchell. Le 6 juin 2008, Actionloop est proposé sur le service de téléchargement de la Wii (Wiiware).

## Système de jeu
Des billes avancent sur une ligne prédéfinie (dont la forme est différente à chaque niveau), le joueur doit faire glisser la bille présente au milieu de l'écran à l'aide du stylet. Celle-ci suit alors la trajectoire qui lui a été donnée, et s'insère dans la ligne de billes qui avancent. Si elle touche un groupe de billes composé de plus de deux billes de la même couleur qu'elle toutes les billes de cette couleur disparaissent. Le joueur doit agir rapidement pour faire disparaitre les billes avant qu'elles n'atteignent la fin de la ligne (sans quoi la partie est terminée), il peut faire des combos si le groupe de bille qu'il détruit fait se rapprocher 3 billes ou plus de la même couleur.

### Modes de jeu

#### Quest
Le mode « Quest » propose au joueur la résolution de niveaux dont les tracés sont souvent plus originaux que ceux du mode « normal », et ajoute certaines options, comme de trous « bonus » qui, lorsqu'un bille est envoyée dedans, lancent une roulette (proche de la roulette d'une machine à sous) qui peut donner au joueur du temps supplémentaire ou des points, ou encore des billes spéciales qui stoppent l'avancée des billes quelques instants ou leur font suivre le chemin inverse au déroulement normal pendant un temps donné. Dans ce mode, les niveaux sont terminés lorsque le joueur a détruit toutes les billes, ce qui ouvre le niveau suivant.